# أليكس كلاين
أليكس كلاين (بالبرتغالية: Alex Klein‏) هو زمّار برازيلي، ولد في 1964 في بورتو أليغري في البرازيل.

## وصلات خارجية
- أليكس كلاين على موقع ميوزك برينز (الإنجليزية)
- أليكس كلاين على موقع أول ميوزيك (الإنجليزية)
- أليكس كلاين على موقع ديسكوغز (الإنجليزية)